# Neuronema kuwayamai
Neuronema kuwayamai is een insect uit de familie van de bruine gaasvliegen (Hemerobiidae), die tot de orde netvleugeligen (Neuroptera) behoort. 
Neuronema kuwayamai is voor het eerst wetenschappelijk beschreven door Nakahara in 1960.